# Dějiny Barbadosu
Před kolonizací Barbadosu Evropany byl ostrov obydlen domorodými skupinami Aravaků a Karibů. Ostrov byl Evropany kolonizován v 16. století a v letech 1532 až 1620 si jej nárokovala Portugalská říše. Ostrov si však od roku 1625 nárokovala Anglii a v letech 1625 až 1966 byl britskou kolonií. V letech 1966 až 2021 byl Barbados po vzoru westminsterského systému konstituční monarchií a parlamentní demokracií s královnou Alžbětou II. jakožto hlavou státu. V roce 2021 se stal republikou. První prezidentkou se stala Sandra Masonová.

## Prehistorie
Podle některých důkazů mohl být ostrov osídlen ve 2. tisíciletí př. n. l., avšak tato datace je založena pouze na fragmentech lastur nalezených spolu s mušlemi datovanými podle radiokarbonové metody do období okolo roku 1630 př. n. l.

## Rané období

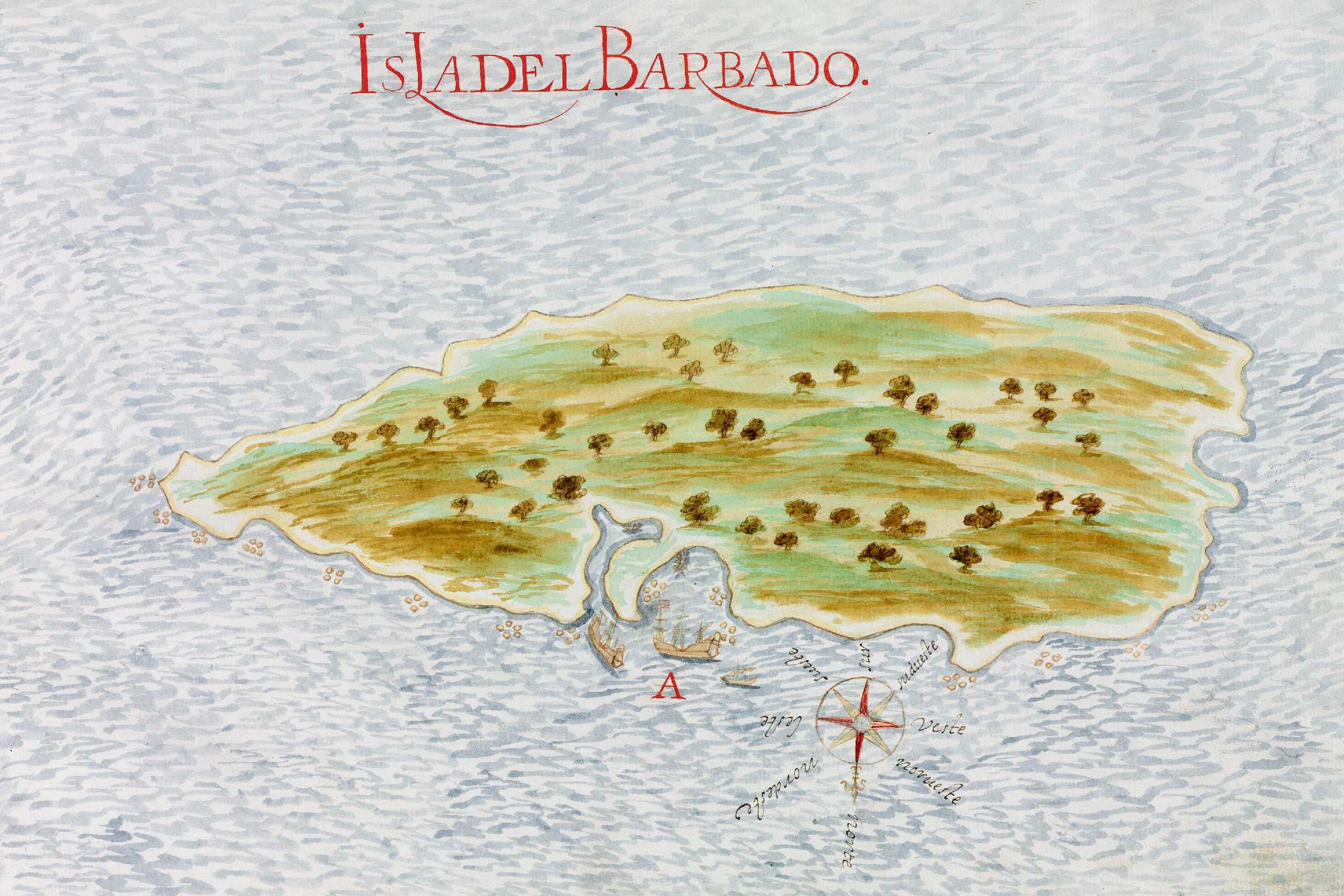
Španělská mapa ostrova Barbados z roku 1632

Prvními Evropany, kteří ostrov objevili byli Portugalci. Pojmenován byl mořeplavcem Pedrem A. Camposem jako Os Barbados. Časté nájezdy Španělů za účelem získání otroků na počátku 16. století vedly k poklesu původní indiánské populace, takže španělští spisovatelé označovali ostrov od roku 1541 jako neobydlený. Původní obyvatelé byli buď zajati a uvrženi do otroctví či uprchli na jiné, snadněji ubránitelné horské ostrovy poblíž Barbadosu. Přibližně od roku 1600 začali Angličané, Francouzi a Nizozemci se zakládáním kolonií v Severní Americe a na menších ostrovech. Ačkoliv španělští a portugalští námořníci již dříve Barbados navštívili, první loď na ostrově zakotvila dne 14. května 1625. První trvalé osídlení na ostrově založili roku 1627 Angličané. Obecně je za rok, kdy Anglie vznesla svůj nárok na Barbados považován rok 1625, i když je možné že byl vznesen již dříve v roce 1620. Ačkoliv nebyla osada na Barbadosu nejstarší anglickou osadou v Americe, díky své zeměpisné poloze se rychle rozrůstala a brzy se stala třetí nejhlavnější anglickou osadou v oblasti.

## Počátky osídlení Angličany

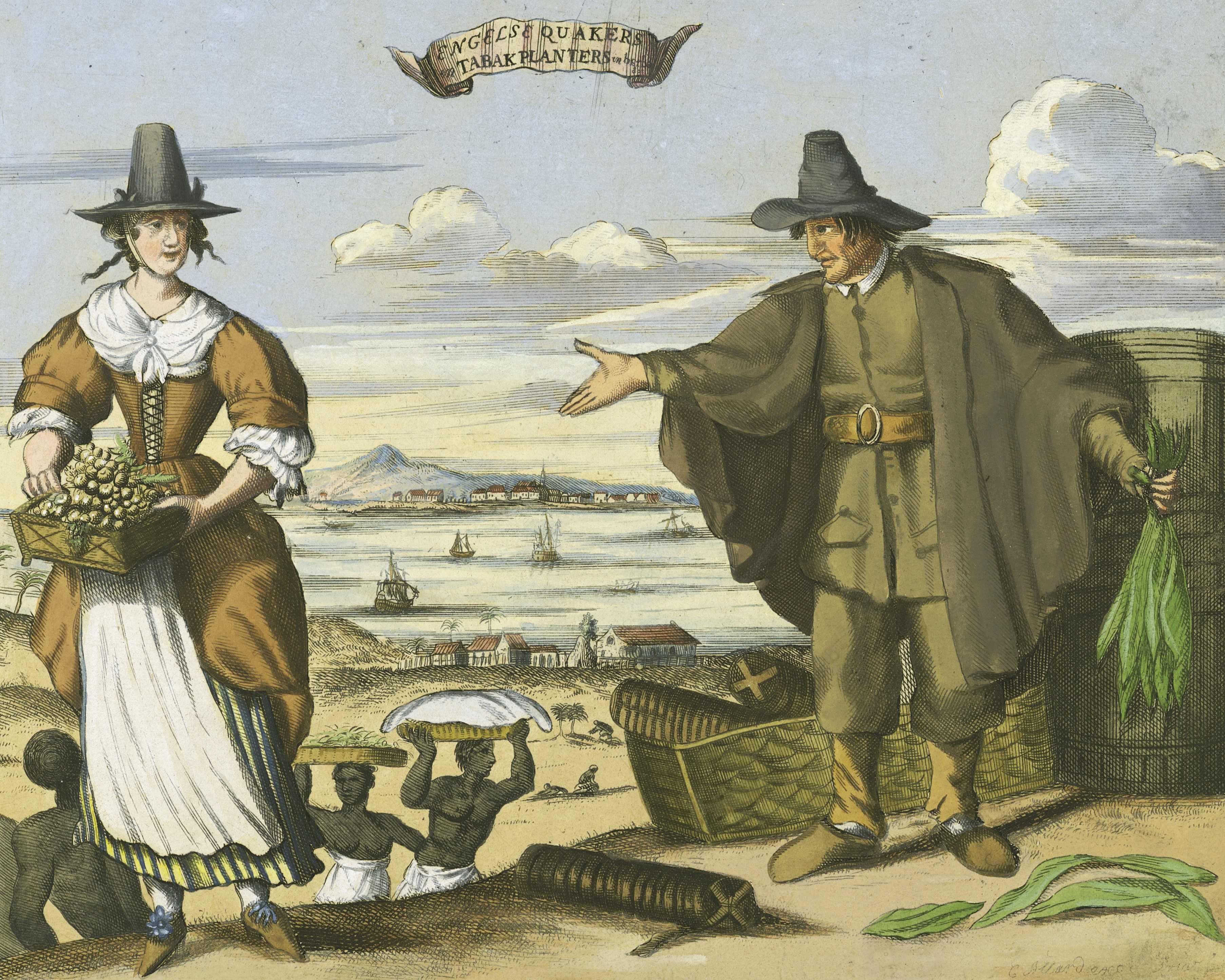
Obraz kvakera a tabákového plantážníka na Barbadosu, 1726

Založení první osady bylo financováno obchodníkem z Londýna Williamem Courtenem. První osadníci tak byli vlastně nájemci a velká část zisků z jejich práce připadala Courtenovi a jeho společnosti. Kapitánem první anglické lodi, která k ostrovu připlula 14. května 1625 byl John Powell. První osada byla založena 17. února 1627 nedaleko dnešního Holetownu skupinou osadníků vedenou Powellovým mladším bratrem. Skupinu tvořilo 80 osadníků a 10 dělníků.
V letech 1640 až 1660 mířili dvě třetiny anglických emigrantů směřujících do Ameriky do oblasti Západní Indie. Do roku 1650 do oblasti připlulo 44 000 osadníků. Pro srovnání do oblasti Chesapeakské zátoky připlulo 12 000 lidí a do Nové Anglie 23 000. Většinou šlo o odsouzence, kteří po pěti letech práce dostali příspěvek na svobodu ve výši 10 liber a do 30. let 17. století také 5 až 10 akrů půdy. Později však již volná půda k rozdělování nebyla. V tomto období zde byla vysoká míra úmrtnosti a farní matriky z 50. let 17. století uvádí pro bílou populaci čtyřikrát více úmrtí než nově založených sňatků.

## Občanská válka
Boje v období války tří království a Interregna se postupně rozšiřovali i na Barbados a do barbadoských teritoriálních vod. Ostrov se do války zapojil až po popravě krále Karla I., kdy vládu nad ostrovem převzali royalisté. Při pokusu napravit vzpurnou kolonii přijal parlament Commonwealthu dne 3. října 1650 zákon zakazující obchod mezi Anglií a Barbadosem a další zákony, známé jako zákony o plavbě, které přikazovaly dovážet zboží z kolonií pouze loďmi s anglickou posádkou. Tyto zákony nejvíce poškodily nizozemské kolonie a vedly k propuknutí první anglo-nizozemské války. Anglická republika vyslala roku 1651 na Barbados první vojenské síly pod vedením sira George Ayscuea. Po několika potyčkách se monarchisté vzdali. Podmínky kapitulace byly součástí Barbadoské charty, známé také jako Dohoda z Oistinsu, která byla podepsána v hostinci Mermaid's Inn v Oistinsu dne 17. ledna 1652.

## Cukrová třtina a otroctví

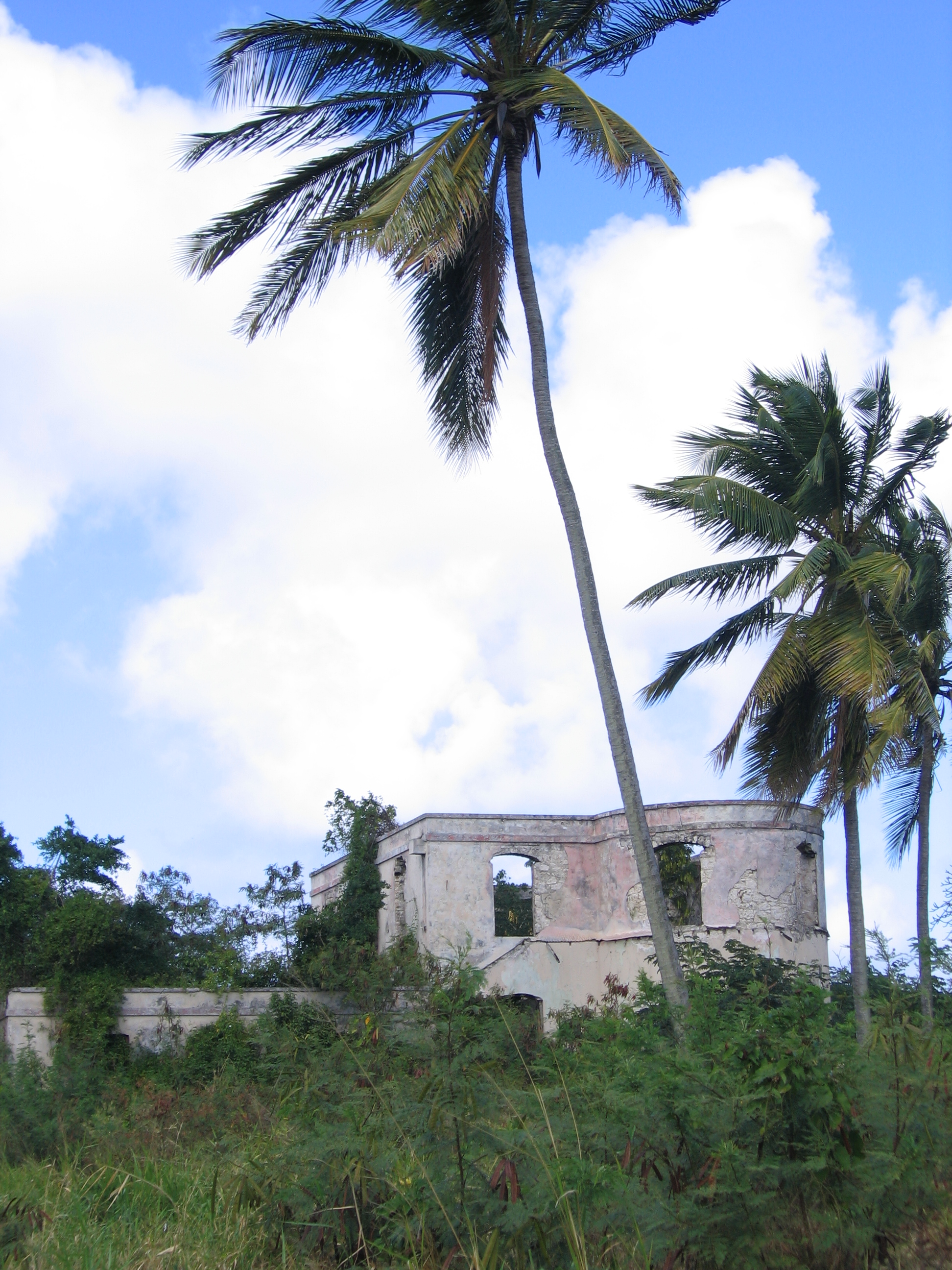
Pozůstatky plantáže v Saint Lucy na Barbadosu

S pěstováním cukrové třtiny se na Barbadosu začalo ve 40. letech 17. století, poté, co ji na ostrovy roku 1637 přivezl Pieter Blower. Nejdříve se z ní vyráběl rum, ale roku 1642 převládla výroba cukru. Když se stal hlavní obchodní komoditou, byl Barbados rozdělen na velké plantáže, které tak nahradily drobné podniky původních anglických osadníků. Cukr tak rychle nahradil ve vývozu dříve dominantní tabák. Někteří z původních farmářů odešli do anglických kolonií v Severní Americe, především do Jižní Karolíny. Pro práci na plantážích byli na Barbados přiváženi afričtí otroci, především ze západní Afriky. Jejich počet brzy převyšoval počet plantážníků. Po roce 1750 se zvyšoval počet plantáží v majetku osob trvale žijících v Británii a spravovaných najatými správci. Obchod s otroky byl zrušen roku 1807 a osvobozeni byli roku 1834.
Dovezení cukrové třtiny z Brazílie zcela změnilo barbadoskou společnost a ekonomiku. Cukrovarnický průmysl se na ostrově vyvinul do jednoho z největších na světě. Na jeho rozvoji měli podíl sefardští Židé, kteří byli původně vyhnáni z Pyrenejského poloostrova a usadili se v Nizozemské Brazílii. S rozrůstajícími plantážemi, které vyžadovaly velké investice a těžkou práci, se měnilo etnické složení Barbadosu. První zařízení pro plantáže i otroky dodávali nizozemští obchodníci a do plantáží investovali i finančně. Byli také hlavními obchodníky dovážejícími cukr do Evropy. Počet obyvatel Barbadosu je k roku 1644 odhadován na 30 000, z nichž bylo pouze 800 afrického původu a zbytek pocházel především z Anglie. Tito drobní zemědělci byli později vyplaceni a na jejich místo nastoupily velké plantáže využívající ve velkém práci otroků. V roce 1660 byl již poměr Evropanů a Afričanů na ostrově téměř vyrovnaný. V letech 1661, 1676, 1682 a 1688 bylo přijato několik otrockých zákonů, které vedly k několika rebeliím otroků, ale žádná z nich neuspěla. 
V roce 1660 generoval Barbados více obchodu než všechny ostatní anglické kolonie dohromady. Jeho důležitost byla později překonána ostrovy o větší rozloze, jako například roku 1713 jej překonala Jamajka. Přesto odhadovaná hodnota kolonie Barbados byla v letech 1730 až 1731 5 500 000 liber. Hlavní město Barbadosu Bridgetown, bylo jedním ze tří největších anglických měst v Americe (dalšími městy byl Boston a Port Royal). .Majitelé velkých plantáží byli často ve spojení s anglickou šlechtou a měli velký vliv na parlament. Plantáže zabíraly tolik půdy, že většina potravin musela být na ostrov dovážena z Nové Anglie.

## Cesta k zákazu otroctví

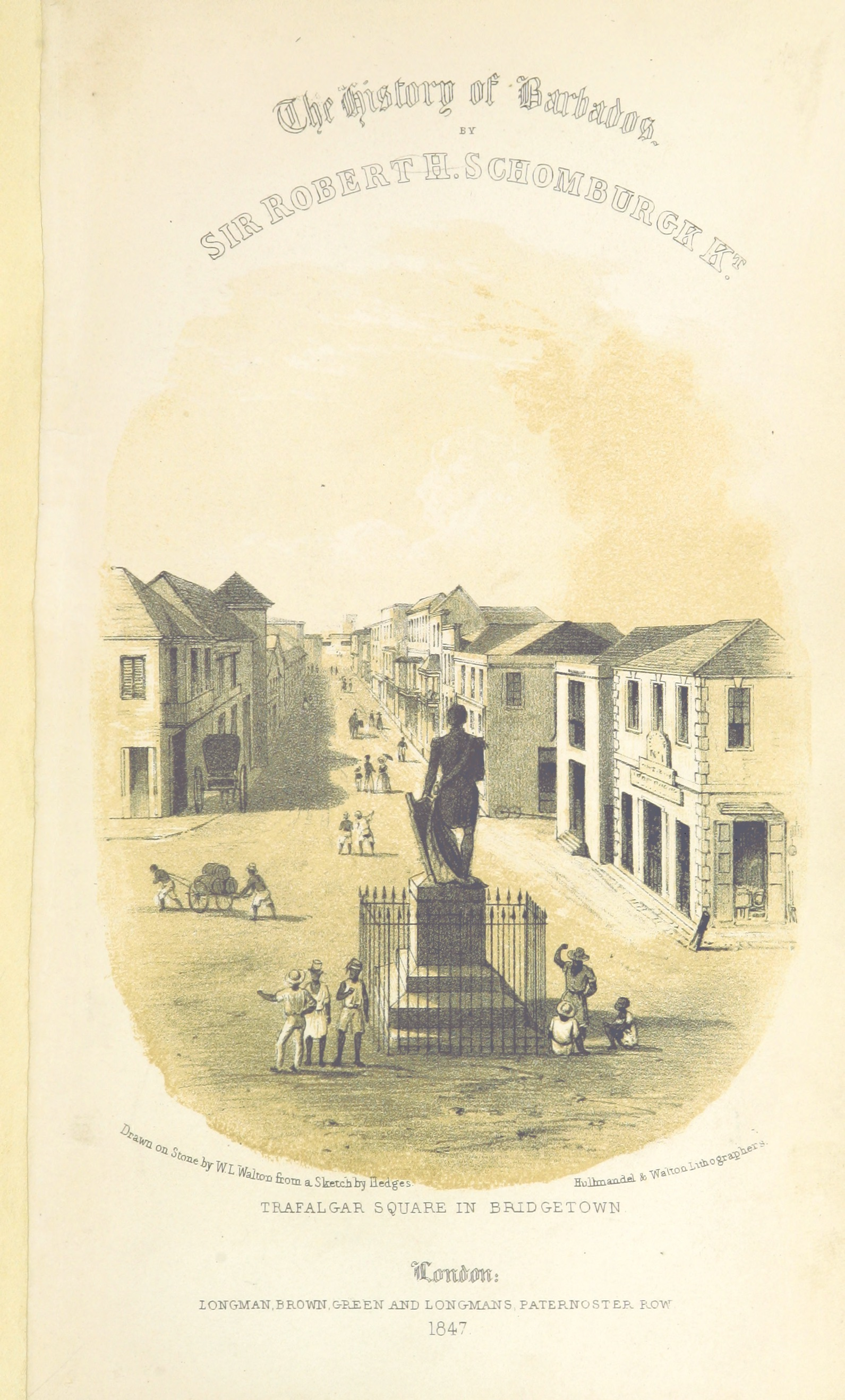
Bridgetown, 1848

V roce 1807 byl Brity zrušen obchod s otroky. Roku 1816 povstali barbadoští otroci. Šlo o první ze tří povstání otroků v Západní Indii v období od zrušení obchodu s otroky do úplného zrušení otroctví a zároveň o největší rebelii v historii ostrova. Do rebelie se zapojilo na 20 000 otroků ze 70 plantáží. Toto povstání plantážníky do značné míry překvapilo, neboť se domnívali, že jsou otroci spokojení. Byli jim umožněny sociální i ekonomické aktivity na ostrově, každý týden jim bylo umožněno pořádat tancovačky, byli krmeni a obecně o ně bylo postaráno. Plantážníci však odmítali změnit zákony, které popíraly lidská práva otroků, umožňovali mučení, mrzačení či smrt jako prostředky kontroly. Jejich neochota ke změně přispěla k rebelii, později známé jako Bussova rebelie. Pojmenovaná byla podle otrokářského strážce Bussy. Bussa se stal nejznámějším z organizátorů povstání, ke kterému se přidalo mnoho otroků. Mezi hlavními organizátory byla i jedna žena, Nanny Griggová. Rebelie však neuspěla. Povstání propuklo předčasně a otroci byli rychle poraženi. Rovinatý terén Barbadosu poskytoval výhodu jízdním jednotkám ozbrojené milice a nedostatek lesů či hor neumožnil otrokům využít úkrytu. Otroci také počítali s podporou osvobozených otroků, ti se však zapojili do potlačení povstání. Přestože se rebelům podařilo vyhnat některé bílé plantážníky, k rozsáhlému zabíjení nedošlo. Po potlačení povstání zemřelo během bojů či okamžitě po porážce bylo popraveno 120 otroků. Dalších 144 lidí bylo postaveno před soud a popraveno. Ostatní rebelové byli odvezeni z ostrova.
Roku 1826 byl na Barbadosu přijat nový Konsolidovaný zákon o otrocích, který byl kompromisem mezi určitými ústupky otrokům a ujištěními jejich vlastníkům. K úplnému zákazu otroctví v Britském impériu došlo v roce 1834. Na Barbadosu, podobně jako ve zbytku britských západoindických koloniích, trval celý proces osvobození otroků čtyři roky.

## Nezávislost
S rostoucí mírou autonomie se Barbadosu v čele s Errolem Barrowem podařilo v červnu 1966 získat nezávislost. Po letech mírového a demokratického pokroku, se Barbados stal nezávislým na Spojeném království a dne 30. listopadu 1966 oficiálně vstoupil do Commonwealthu. Errol Barrow se stal prvním předsedou vlády Barbadosu.
Barrowova vláda se snažila o diverzifikaci ekonomiky, aby nadále nebyla závislá pouze na zemědělství. Snažila se podpořit jak průmysl, tak i cestovní ruch. Barbados stál také v popředí snah o regionální integraci a byl v čele při vytvoření Caribbean Free Trade Association a Karibského společenství. Demokratická strana práce prohrála ve volbách v roce 1976. Vítězem těchto voleb se stala Barbadoská strana práce vedená Tomem Adamsem. Po svém vítězství Adams nastolil konzervativnější a silně prozápadní politický směr, což umožnilo Američanům použít Barbados jako výchozí bod pro jejich invazi na Grenadu v roce 1983. Adams v roce 1985 během výkonu své funkce zemřel a nahradil jej Harold Bernard St. John, který však ve volbách v roce 1986 neuspěl. V těchto volbách vyhrála Demokratická strana práce a k moci se vrátil Errol Barrow, který silně kritizoval americkou intervenci na Grenadě. Ovšem Barrow o rok později zemřel a na jeho místě jej nahradil Lloyd Erskine Sandiford, který zůstal předsedou vlády do roku 1994.
Všeobecné volby v roce 1994 vyhrál Owen Arthur z Barbadoské strany práce. Následně uspěl i v několika dalších volbách a předsedou vlády zůstal do roku 2008. Arthur byl silným zastáncem republikanismu, ačkoliv se na roku 2008 plánované referendum o nahrazení královny Alžběty II. jako hlavy státu nikdy neuskutečnilo. V roce 2008 všeobecné volby vyhrála Demokratická strana práce a novým předsedou vlády se stal David Thompson, který však v roce 2010 během výkonu své funkce zemřel. Nahradil jej Freundel Stuart. Barbadoská strana práce se opětovně vrátila k moci v roce 2018. Po těchto volbách se poprvé v historii Barbadosu stala předsedkyní vlády žena, Mia Mottley.

### Přechod k republice
Vláda Barbadosu dne 15. září 2020 oznámila, že má v úmyslu změnit Barbados do 30. listopadu 2021 na republiku. Toto datum bylo vybráno symbolicky, neboť se jednalo o 55. výročí zisku nezávislosti. Nově měl stát v čele země volený prezident, nikoliv dědičný britský panovník.
Dne 20. září 2021 byl parlamentu Barbadosu předložen návrh na změnu ústavy. Ten byl schválen 6. října 2021, čímž byl zaveden úřad prezidenta, který nahradil v čele země královnu Alžbětu II. Dne 12. října 2021 byla úřadující generální guvernérka Barbadosu Sandra Mason nominována předsedou vlády i předními představiteli opozice jako kandidátka na post prezidenta. K jejímu zvolení došlo 20. října 2021. Úřad prezidentky Mason převzala 30. listopadu 2021. Na pozvání barbadoské vlády se její inaugurace zúčastnil i princ Charles. Sama královna Alžběta II. zaslala prezidentce i barbadoským lidem blahopřání: "Když slavíte tento významný den, posílám vám a všem Barbadosanům nejvřelejší přání všeho dobrého pro vaše štěstí, mír a prosperitu v budoucnu."
V lednu 2022 v prvních všeobecných volbách po vzniku republiky s velkou převahou vyhrála strana prezidentky Mason, která v zákonodárném sboru získala všech 30 křesel.